# Engleski nogometni sustav liga
Engleska Premier Liga ili Premiership je najstarije i najjača liga u svijetu. Prva liga ili FA Premier Liga još je i zvana Barclays Premiership zbog sponzorskog ugovora. 

## Način natjecanja

### Sistem liga
Sljedeća lista pokazuje sve lige, sponzore i broj klubova. 
| Level | Lige/Divizije                                            | Lige/Divizije                                            | Lige/Divizije                                            | Lige/Divizije                                            | Lige/Divizije                                            | Lige/Divizije                                            | Lige/Divizije                                            | Lige/Divizije                                            | Lige/Divizije                                            | Lige/Divizije                                            | Lige/Divizije                                            | Lige/Divizije                                            |
| 1     | FA Premier Liga (Barclays Premiership) 20 klubova        | FA Premier Liga (Barclays Premiership) 20 klubova        | FA Premier Liga (Barclays Premiership) 20 klubova        | FA Premier Liga (Barclays Premiership) 20 klubova        | FA Premier Liga (Barclays Premiership) 20 klubova        | FA Premier Liga (Barclays Premiership) 20 klubova        | FA Premier Liga (Barclays Premiership) 20 klubova        | FA Premier Liga (Barclays Premiership) 20 klubova        | FA Premier Liga (Barclays Premiership) 20 klubova        | FA Premier Liga (Barclays Premiership) 20 klubova        | FA Premier Liga (Barclays Premiership) 20 klubova        | FA Premier Liga (Barclays Premiership) 20 klubova        |
| 2     | Championship Liga (Coca-Cola Championship Liga) 24 kluba | Championship Liga (Coca-Cola Championship Liga) 24 kluba | Championship Liga (Coca-Cola Championship Liga) 24 kluba | Championship Liga (Coca-Cola Championship Liga) 24 kluba | Championship Liga (Coca-Cola Championship Liga) 24 kluba | Championship Liga (Coca-Cola Championship Liga) 24 kluba | Championship Liga (Coca-Cola Championship Liga) 24 kluba | Championship Liga (Coca-Cola Championship Liga) 24 kluba | Championship Liga (Coca-Cola Championship Liga) 24 kluba | Championship Liga (Coca-Cola Championship Liga) 24 kluba | Championship Liga (Coca-Cola Championship Liga) 24 kluba | Championship Liga (Coca-Cola Championship Liga) 24 kluba |
| 3     | Divizija 1 (Coca-Cola Divizija 1) 24 kluba               | Divizija 1 (Coca-Cola Divizija 1) 24 kluba               | Divizija 1 (Coca-Cola Divizija 1) 24 kluba               | Divizija 1 (Coca-Cola Divizija 1) 24 kluba               | Divizija 1 (Coca-Cola Divizija 1) 24 kluba               | Divizija 1 (Coca-Cola Divizija 1) 24 kluba               | Divizija 1 (Coca-Cola Divizija 1) 24 kluba               | Divizija 1 (Coca-Cola Divizija 1) 24 kluba               | Divizija 1 (Coca-Cola Divizija 1) 24 kluba               | Divizija 1 (Coca-Cola Divizija 1) 24 kluba               | Divizija 1 (Coca-Cola Divizija 1) 24 kluba               | Divizija 1 (Coca-Cola Divizija 1) 24 kluba               |
| 4     | Divizija 2 (Coca-Cola Divizija 2) 24 kluba               | Divizija 2 (Coca-Cola Divizija 2) 24 kluba               | Divizija 2 (Coca-Cola Divizija 2) 24 kluba               | Divizija 2 (Coca-Cola Divizija 2) 24 kluba               | Divizija 2 (Coca-Cola Divizija 2) 24 kluba               | Divizija 2 (Coca-Cola Divizija 2) 24 kluba               | Divizija 2 (Coca-Cola Divizija 2) 24 kluba               | Divizija 2 (Coca-Cola Divizija 2) 24 kluba               | Divizija 2 (Coca-Cola Divizija 2) 24 kluba               | Divizija 2 (Coca-Cola Divizija 2) 24 kluba               | Divizija 2 (Coca-Cola Divizija 2) 24 kluba               | Divizija 2 (Coca-Cola Divizija 2) 24 kluba               |
| 5     | Konferencija (Nacionalna Konferencija) 22 kluba          | Konferencija (Nacionalna Konferencija) 22 kluba          | Konferencija (Nacionalna Konferencija) 22 kluba          | Konferencija (Nacionalna Konferencija) 22 kluba          | Konferencija (Nacionalna Konferencija) 22 kluba          | Konferencija (Nacionalna Konferencija) 22 kluba          | Konferencija (Nacionalna Konferencija) 22 kluba          | Konferencija (Nacionalna Konferencija) 22 kluba          | Konferencija (Nacionalna Konferencija) 22 kluba          | Konferencija (Nacionalna Konferencija) 22 kluba          | Konferencija (Nacionalna Konferencija) 22 kluba          | Konferencija (Nacionalna Konferencija) 22 kluba          |
| 6     | Konferencija - Sjever (Nacionalno Sjever) 22 kluba       | Konferencija - Sjever (Nacionalno Sjever) 22 kluba       | Konferencija - Sjever (Nacionalno Sjever) 22 kluba       | Konferencija - Sjever (Nacionalno Sjever) 22 kluba       | Konferencija - Sjever (Nacionalno Sjever) 22 kluba       | Konferencija - Sjever (Nacionalno Sjever) 22 kluba       | Konferencija - Jug (nacionalno Jug) 22 kluba             | Konferencija - Jug (nacionalno Jug) 22 kluba             | Konferencija - Jug (nacionalno Jug) 22 kluba             | Konferencija - Jug (nacionalno Jug) 22 kluba             | Konferencija - Jug (nacionalno Jug) 22 kluba             | Konferencija - Jug (nacionalno Jug) 22 kluba             |
| 7     | Sjeverna Premier Liga (UniBond Premier Liga) 22 kluba    | Sjeverna Premier Liga (UniBond Premier Liga) 22 kluba    | Sjeverna Premier Liga (UniBond Premier Liga) 22 kluba    | Sjeverna Premier Liga (UniBond Premier Liga) 22 kluba    | Južna Premier Liga 22 kluba                              | Južna Premier Liga 22 kluba                              | Južna Premier Liga 22 kluba                              | Južna Premier Liga 22 kluba                              | Isthmian Liga (Ryman Premier Divizija) 22 kluba          | Isthmian Liga (Ryman Premier Divizija) 22 kluba          | Isthmian Liga (Ryman Premier Divizija) 22 kluba          | Isthmian Liga (Ryman Premier Divizija) 22 kluba          |
| 8     | Sjeverna Divizija 1 (UniBond Divizija 1) 22 kluba        | Sjeverna Divizija 1 (UniBond Divizija 1) 22 kluba        | Sjeverna Divizija 1 (UniBond Divizija 1) 22 kluba        | Južna Divizija 1 22 kluba                                | Južna Divizija 1 22 kluba                                | Južna Divizija 1 22 kluba                                | Južna Divizija 1 - Istok 22 kluba                        | Južna Divizija 1 - Istok 22 kluba                        | Južna Divizija 1 - Istok 22 kluba                        | Isthmian Divizija 1 (Ryman Divizija 1) 22 kluba          | Isthmian Divizija 1 (Ryman Divizija 1) 22 kluba          | Isthmian Divizija 1 (Ryman Divizija 1) 22 kluba          |

### Sustav u sezoni2006-07
| Level | Lige/Divizije                                            | Lige/Divizije                                            | Lige/Divizije                                            | Lige/Divizije                                            | Lige/Divizije                                            | Lige/Divizije                                            | Lige/Divizije                                            | Lige/Divizije                                            | Lige/Divizije                                            | Lige/Divizije                                            | Lige/Divizije                                            | Lige/Divizije                                            |
| 1     | FA Premier Liga (Barclays Premiership) 20 klubova        | FA Premier Liga (Barclays Premiership) 20 klubova        | FA Premier Liga (Barclays Premiership) 20 klubova        | FA Premier Liga (Barclays Premiership) 20 klubova        | FA Premier Liga (Barclays Premiership) 20 klubova        | FA Premier Liga (Barclays Premiership) 20 klubova        | FA Premier Liga (Barclays Premiership) 20 klubova        | FA Premier Liga (Barclays Premiership) 20 klubova        | FA Premier Liga (Barclays Premiership) 20 klubova        | FA Premier Liga (Barclays Premiership) 20 klubova        | FA Premier Liga (Barclays Premiership) 20 klubova        | FA Premier Liga (Barclays Premiership) 20 klubova        |
| 2     | Championship Liga (Coca-Cola Championship Liga) 24 kluba | Championship Liga (Coca-Cola Championship Liga) 24 kluba | Championship Liga (Coca-Cola Championship Liga) 24 kluba | Championship Liga (Coca-Cola Championship Liga) 24 kluba | Championship Liga (Coca-Cola Championship Liga) 24 kluba | Championship Liga (Coca-Cola Championship Liga) 24 kluba | Championship Liga (Coca-Cola Championship Liga) 24 kluba | Championship Liga (Coca-Cola Championship Liga) 24 kluba | Championship Liga (Coca-Cola Championship Liga) 24 kluba | Championship Liga (Coca-Cola Championship Liga) 24 kluba | Championship Liga (Coca-Cola Championship Liga) 24 kluba | Championship Liga (Coca-Cola Championship Liga) 24 kluba |
| 3     | Divizija 1 (Coca-Cola Divizija 1) 24 kluba               | Divizija 1 (Coca-Cola Divizija 1) 24 kluba               | Divizija 1 (Coca-Cola Divizija 1) 24 kluba               | Divizija 1 (Coca-Cola Divizija 1) 24 kluba               | Divizija 1 (Coca-Cola Divizija 1) 24 kluba               | Divizija 1 (Coca-Cola Divizija 1) 24 kluba               | Divizija 1 (Coca-Cola Divizija 1) 24 kluba               | Divizija 1 (Coca-Cola Divizija 1) 24 kluba               | Divizija 1 (Coca-Cola Divizija 1) 24 kluba               | Divizija 1 (Coca-Cola Divizija 1) 24 kluba               | Divizija 1 (Coca-Cola Divizija 1) 24 kluba               | Divizija 1 (Coca-Cola Divizija 1) 24 kluba               |
| 4     | Divizija 2 (Coca-Cola Divizija 2) 24 kluba               | Divizija 2 (Coca-Cola Divizija 2) 24 kluba               | Divizija 2 (Coca-Cola Divizija 2) 24 kluba               | Divizija 2 (Coca-Cola Divizija 2) 24 kluba               | Divizija 2 (Coca-Cola Divizija 2) 24 kluba               | Divizija 2 (Coca-Cola Divizija 2) 24 kluba               | Divizija 2 (Coca-Cola Divizija 2) 24 kluba               | Divizija 2 (Coca-Cola Divizija 2) 24 kluba               | Divizija 2 (Coca-Cola Divizija 2) 24 kluba               | Divizija 2 (Coca-Cola Divizija 2) 24 kluba               | Divizija 2 (Coca-Cola Divizija 2) 24 kluba               | Divizija 2 (Coca-Cola Divizija 2) 24 kluba               |
| 5     | Konferencija (Nacionalna Konferencija) 24 kluba          | Konferencija (Nacionalna Konferencija) 24 kluba          | Konferencija (Nacionalna Konferencija) 24 kluba          | Konferencija (Nacionalna Konferencija) 24 kluba          | Konferencija (Nacionalna Konferencija) 24 kluba          | Konferencija (Nacionalna Konferencija) 24 kluba          | Konferencija (Nacionalna Konferencija) 24 kluba          | Konferencija (Nacionalna Konferencija) 24 kluba          | Konferencija (Nacionalna Konferencija) 24 kluba          | Konferencija (Nacionalna Konferencija) 24 kluba          | Konferencija (Nacionalna Konferencija) 24 kluba          | Konferencija (Nacionalna Konferencija) 24 kluba          |
| 6     | Konferencija - Sjever (Nacionalno Sjever) 22 kluba       | Konferencija - Sjever (Nacionalno Sjever) 22 kluba       | Konferencija - Sjever (Nacionalno Sjever) 22 kluba       | Konferencija - Sjever (Nacionalno Sjever) 22 kluba       | Konferencija - Sjever (Nacionalno Sjever) 22 kluba       | Konferencija - Sjever (Nacionalno Sjever) 22 kluba       | Konferencija - Jug (nacionalno Jug) 22 kluba             | Konferencija - Jug (nacionalno Jug) 22 kluba             | Konferencija - Jug (nacionalno Jug) 22 kluba             | Konferencija - Jug (nacionalno Jug) 22 kluba             | Konferencija - Jug (nacionalno Jug) 22 kluba             | Konferencija - Jug (nacionalno Jug) 22 kluba             |
| 7     | Sjeverna Premier Liga (UniBond Premier Liga) 22 kluba    | Sjeverna Premier Liga (UniBond Premier Liga) 22 kluba    | Sjeverna Premier Liga (UniBond Premier Liga) 22 kluba    | Sjeverna Premier Liga (UniBond Premier Liga) 22 kluba    | Južna Premier Liga 22 kluba                              | Južna Premier Liga 22 kluba                              | Južna Premier Liga 22 kluba                              | Južna Premier Liga 22 kluba                              | Isthmian Liga (Ryman Premier Divizija) 22 kluba          | Isthmian Liga (Ryman Premier Divizija) 22 kluba          | Isthmian Liga (Ryman Premier Divizija) 22 kluba          | Isthmian Liga (Ryman Premier Divizija) 22 kluba          |
| 8     | Sjeverna Divizija 1 (UniBond Divizija 1) 20 klubova      | Sjeverna Divizija 1 (UniBond Divizija 1) 20 klubova      | Sjeverna Divizija 1 (UniBond Divizija 1) 20 klubova      | Južna Divizija 1 20 klubova                              | Južna Divizija 1 20 klubova                              | Južna Divizija 1 20 klubova                              | Južna Divizija 1 - Istok 20 klubova                      | Južna Divizija 1 - Istok 20 klubova                      | Južna Divizija 1 - Istok 20 klubova                      | Isthmian Divizija 1 (Ryman Divizija 1) 20 klubova        | Isthmian Divizija 1 (Ryman Divizija 1) 20 klubova        | Isthmian Divizija 1 (Ryman Divizija 1) 20 klubova        |